# 蒂姆·约翰松
蒂姆·约翰松（瑞典語：Tim Johansson，1965年2月7日—），瑞典男子田径运动员。他曾代表瑞典参加1992年、1996年、2000年和2004年夏季残疾人奥林匹克运动会田径比赛，获得三枚银牌和二枚铜牌。